# Anne au cou (film, 1954)
Pour plus de détails, voir Fiche technique et Distribution.
Anne au cou (Анна на шее) est un film soviétique réalisé par Isidore Annenski, sorti en 1954,.

## Fiche technique
- Photographie : Georgi Reïsgof
- Musique : Lev Chvarts
- Décors : Aleksandr Dikhtiar, Konstantin Urbetis
- Montage : Lev Chvarts